# Benjamin Ruggiero
Benjamin „Lefty Guns” Ruggiero (ur. 19 kwietnia 1925 w Nowym Jorku, zm. ok. 1994) – żołnierz mafijnej rodziny Bonanno, działającej w Stanach Zjednoczonych. Jego osoba zyskała popularność dzięki bestsellerowi Josepha D. Pistone pod tytułem Donnie Brasco: My Undercover Life in the Mafia, a w późniejszych latach dzięki filmowi nakręconemu na podstawie powieści.

## Krótka biografia
Benjamin Ruggiero wychował się na ulicy Little Italy na Manhattanie. Jak wielu innych związał się z amerykańską Cosa Nostrą, by w 1977 r. stać się członkiem mafijnej rodziny Bonanno. Ruggiero był typem starodawnego gangstera, który kultywował większość zasad starej Cosa Nostry. Brał czynny udział w napadach, nielegalnych zakładach, kradzieżach, wymuszeniach, itp. W szeregach mafijnych znany też był jako wielokrotny zabójca. Miał reputację hazardzisty, co sprowadzało na niego ciągłe kłopoty finansowe. Ruggiero był również ojcem czwórki dzieci.

## Ruggiero i Donnie Brasco
Przestępcza kariera Benjamina Ruggiero w dużej mierze nabrała rozpędu dzięki działaniom Donniego Brasco (w rzeczywistości Joseph Pistone). Donnie Brasco był pseudonimem agenta FBI, który przeniknął do struktur mafijnych, by rozpracowywać świat amerykańskiej Cosa Nostry od wewnątrz. Z czasem Donnie Brasco zyskiwał coraz większe zaufanie wśród innych gangsterów rodziny Bonanno (np. Anthony Mirra, z którym Ruggiero był w konflikcie). Benjamin Ruggiero widząc potencjał Brasco, zdecydował się zostać jego opiekunem na ulicy. Wpływ na jego decyzję miały głównie czynniki ekonomiczne, gdyż Brasco zarabiał dużo pieniędzy, lecz z upływem kolejnych lat związał się z nim również emocjonalnie. Po morderstwie szefa rodu Bonanno, Carmine Galante, w 1979 roku Benjamin Ruggiero trafił do oddziału jednego z potężniejszych kapitanów mafii Dominicka 'Sonny Black' Napolitano. Sonny Black był jednym ze spiskowców, którzy stali za zabójstwem Galante, dzięki czemu zyskał dużą władzę na ulicach Nowego Jorku. Kontynuując swoją przestępczą działalność, Ruggiero wtajemniczał Brasco w coraz więcej spraw, nie jeden raz ulegając manipulacjom agenta FBI. Dzięki Ruggiero, Brasco udało się dotrzeć do Sonny`ego Blacka oraz innych ważnych członków mafii, zbierając przy tym wiele dowodów winy oraz nagrań rozmów gangsterów. Po wewnętrznym konflikcie kapitanów w łonie rodziny Bonanno, gdy Donnie Brasco dostał zlecenie zabójstwa jednego z wrogów Sonny`ego Blacka, jego misja została zakończona. Gdy agenci FBI przedstawili Ruggiero dowody, stwierdzające, iż Donnie Brasco, z którym związał się na 6 lat był agentem federalnym, nikt z ekipy Sonny`ego Blacka nie dawał temu wiary. Wkrótce jednak okazało się to prawdą i prokurator wystosował pierwsze oskarżenia. W wyniku dowodów zebranych przez Brasco skazanych zostało około 100 członków mafii. Sonny Black oraz Benjamin Ruggiero byli tymi, którzy zostali uznani za odpowiedzialnych wprowadzenia do struktur rodziny Bonanno agenta FBI.
W następstwie tego Sonny Black został zamordowany w 1981 roku. Benjamin Ruggiero został skazany na 20 lat więzienia, lecz informacje z ulic Nowego Jorku głosiły, iż na Ruggiero również został wydany wyrok śmierci. Ostatecznie jednak nie został zabity. Po odsiedzeniu 11 lat został warunkowo zwolniony i zmarł na raka płuc w 1994 lub 1995 roku.

## Książka oraz film
Osoba Ruggiero została szczegółowo opisana w książce Josepha D. Pistone, Donnie Brasco: My Undercover Life in the Mafia. W roku 1997 powstała adaptacja filmowa na podstawie książki Donnie Brasco. W rolę Benjamina Ruggiero wcielił się Al Pacino.